# Mahawatar Babadźi
Mahawatar Babadźi – legendarny indyjski jogin oraz guru Lahiriego Mahaśaji i Swamiego Vishwanandy. Opisany jest w książce Paramahansy Yoganandy Autobiografia jogina. Tam jest nazwany awatarem. 
Mahawatar Babadźi często mylony jest z innymi hinduistycznymi czy sikhistowskimi świętymi, wobec których stosuje się tytuł Babadźi. 
Według niektórych opinii, Mahawatar Babadźi inkarnował ponownie w 1970 roku w jaskini położonej w Haidakhanie w górach Kumaon jako Haidakhan Babadźi.